# Kalslagen
Kalslagen est une ancienne commune néerlandaise de la province de la Hollande-Septentrionale.
La commune a existé jusqu'au 1er janvier 1812 et du 1er mai 1817 au 31 mai 1854. Kalslagen a alors été intégrée en grande partie dans la commune de Leimuiden, et partiellement dans la commune d'Aalsmeer (aujourd'hui, le hameau de Calslagen) et dans Uithoorn.
En 1840, la commune comptait 28 maisons et 200 habitants, dont 33 dans le bourg de Kalslagen, 59 à Bilderdam, et 108 le long de la rivière Amstel.